# اچ‌ام‌تی کامرونیا
اچ‌ام‌تی کامرونیا (به انگلیسی: HMT Cameronia) یک کشتی بود که طول آن ۵۵۲ فوت ۴ اینچ (۱۶۸٫۳۵ متر) بود. این کشتی در سال ۱۹۱۹ ساخته شد.